# Mesolicaphrium sanalfonensis
Mesolicaphrium sanalfonensis è un mammifero litopterno estinto, appartenente ai proteroteriidi. Visse nel Miocene medio (circa 14 - 12 milioni di anni fa) e i suoi resti fossili sono stati ritrovati in Sudamerica.

## Descrizione
Come tutti i suoi stretti parenti, questo animale doveva essere vagamente simile a un piccolo cavallo; anche se conosciuto per fossili incompleti, è possibile ipotizzarne l'aspetto grazie al raffronto con animali meglio conosciuti quali Proterotherium e Diadiaphorus. Anch'esso doveva essere dotato di lunghe zampe tridattile e di una dentatura relativamente arcaica, con denti piuttosto brachidonti (ovvero a corona bassa). I sei denticoli principali dei molari erano ben sviluppati, ma rispetto all'affine Prolicaphrium era presente un protocono prominente sul terzo molare superiore, una caratteristica che lo distingueva da ogni altro proteroteriide.

## Classificazione
Mesolicaphrium è un rappresentante dei proteroteriidi, un gruppo di litopterni dalle dimensioni relativamente ridotte e dall'ecologia simile a quella degli equidi. Il genere Mesolicaphrium venne istituito nel 2020 per accogliere la specie Prolicaphrium sanalfonensis, descritta già nel 1997 e proveniente dal giacimento di La Venta, in Colombia.

## Paleoecologia
A causa dei denti piuttosto brachidonti, si suppone che Mesolicaphrium preferisse un habitat di foresta, in cui si poteva nutrire di foglie tenere (Cifelli e Diaz, 1997).